# Yamaçköy, Güroymak
Yamaçköy là một xã thuộc huyện Güroymak, tỉnh Bitlis, Thổ Nhĩ Kỳ. Dân số thời điểm năm 2011 là 1.099 người.